# Vetor potencial
Em cálculo vetorial, um vetor potencial ou potencial vetor é um campo vetorial cujo rotacional é um campo vetorial dado. Este é análogo a um potencial escalar (ou escalar potencial), o qual é um campo escalar cujo gradiente negativo é um campo vetorial dado.
Formalmente, dado um campo vetorial v, um vetor potencial é um campo vetorial A tal que
{\displaystyle \mathbf {v} =\nabla \times \mathbf {A} .}
Se um campo vetorial v admite um vetor potencial A, então da igualdade
{\displaystyle \nabla \cdot (\nabla \times \mathbf {A} )=0}
(divergência do rotacional é zero) obtem-se
{\displaystyle \nabla \cdot \mathbf {v} =\nabla \cdot (\nabla \times \mathbf {A} )=0,}
o que implica que v deve ser um campo vetorial solenoidal.
Uma interessante questão é então se qualquer campo vetorial solenoidal admite um vetor potencial. A resposta é afirmativa, se o vetor potencial satisfaz determinadas condições.